# Daniel Hudson
Daniel Claiborne Hudson (né le 9 mars 1987 à Lynchburg, Virginie, États-Unis) est un lanceur droitier de la Ligue majeure de baseball.

## Carrière

### Scolaire et universitaire
Après des études secondaires à la Princess Anne High Scholl de Virginia Beach (Virginie), Daniel Hudson suit des études supérieures à la Old Dominion University à Norfolk (Virginie). Il termine ses années universitaires avec le deuxième meilleur total de retraits sur des prises enregistrés par un étudiant d'Old Dominion (295). Il est également sixième pour les matches débutés (40) et septième pour le nombre de manches lancées (292). Sa fiche compte 20 victoires pour 14 défaites et une moyenne de points mérités de 3,79.

### Professionnelle

#### White Sox de Chicago

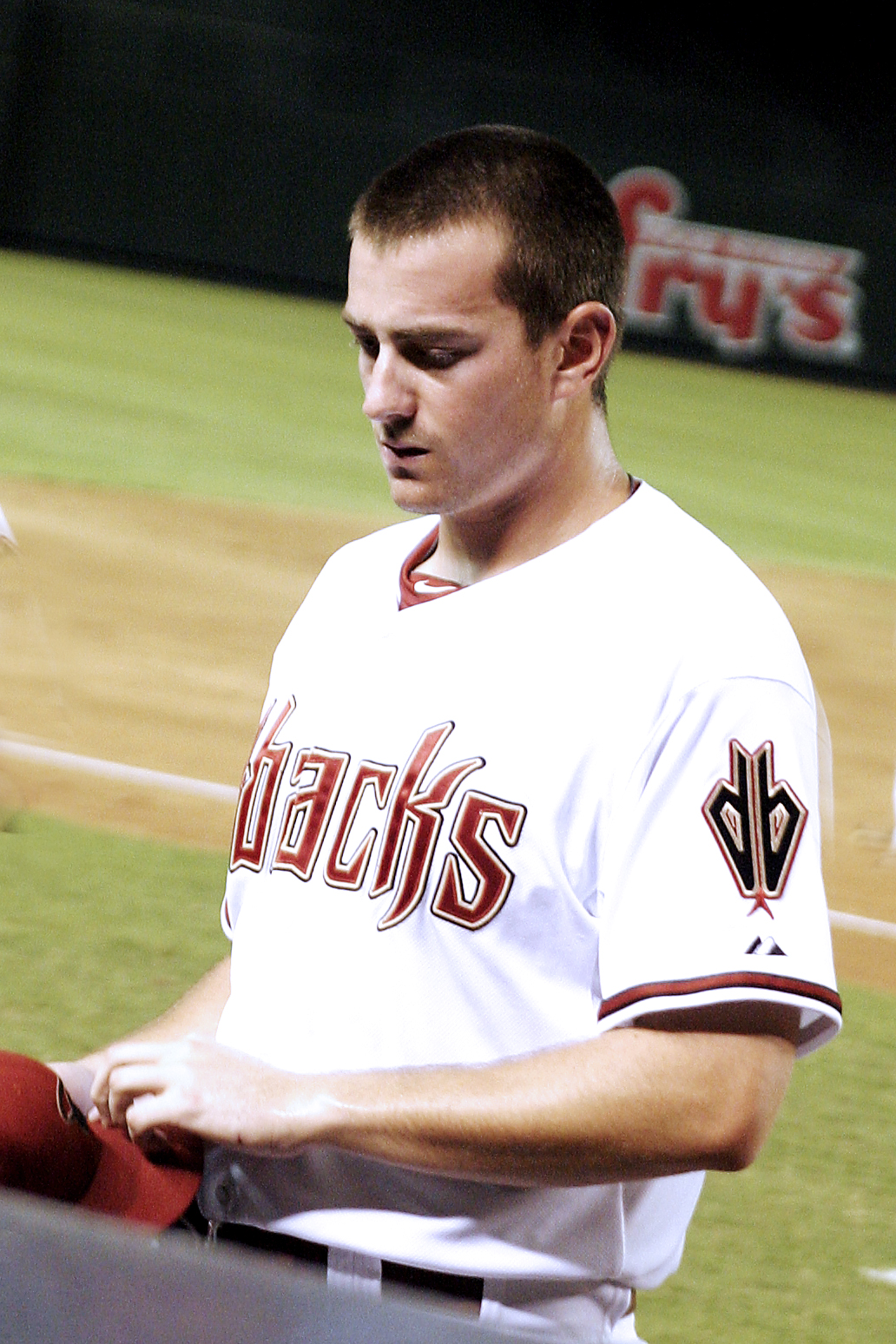
Daniel Hudson en 2010.

Daniel Hudson est repêché en juin 2008 au cinquième tour (150e choix) de sélection par les White Sox de Chicago.
Sa progression en Ligues mineures est fulgurante, et il fait ses débuts en Ligue majeure dès le 4 septembre 2009. A Fenway Park, il lance, pour ses débuts, deux manches sans concéder le moindre coup sûr pour un retrait sur des prises.

#### Diamondbacks de l'Arizona
Le 30 juillet 2010, Hudson et le lanceur des ligues mineures David Holmberg sont échangés aux Diamondbacks de l'Arizona en retour du lanceur partant Edwin Jackson. Hudson gagne sept de ses huit décisions en Arizona, présentant une superbe moyenne de points mérités de 1,69 en 11 départs. Il termine la saison 2010 avec une fiche victoires-défaites de 8-2 et une moyenne de 2,45 en 95 manches et un tiers lancées au total pour Chicago et Arizona.
En 2011, il s'impose au sein de la rotation de lanceurs partants des Diamondbacks. Il contribue aux succès de son club, champion de la division Ouest de la Ligue nationale, avec 16 victoires en saison régulière et une moyenne de 3,49 en 222 manches lancées. Il amorce 33 parties des D-Backs, réussit trois matchs complets, et se distingue aussi en offensive avec un coup de circuit et 14 points produits, ce qui lui permet de gagner le Bâton d'argent du meilleur joueur en attaque à sa position dans la Ligue nationale. Participant pour la première fois aux séries éliminatoires, il débute la deuxième partie de la Série de divisions opposant Arizona et Milwaukee mais il est malmené par les Brewers, qui marquent cinq points contre lui et lui infligent une défaite.

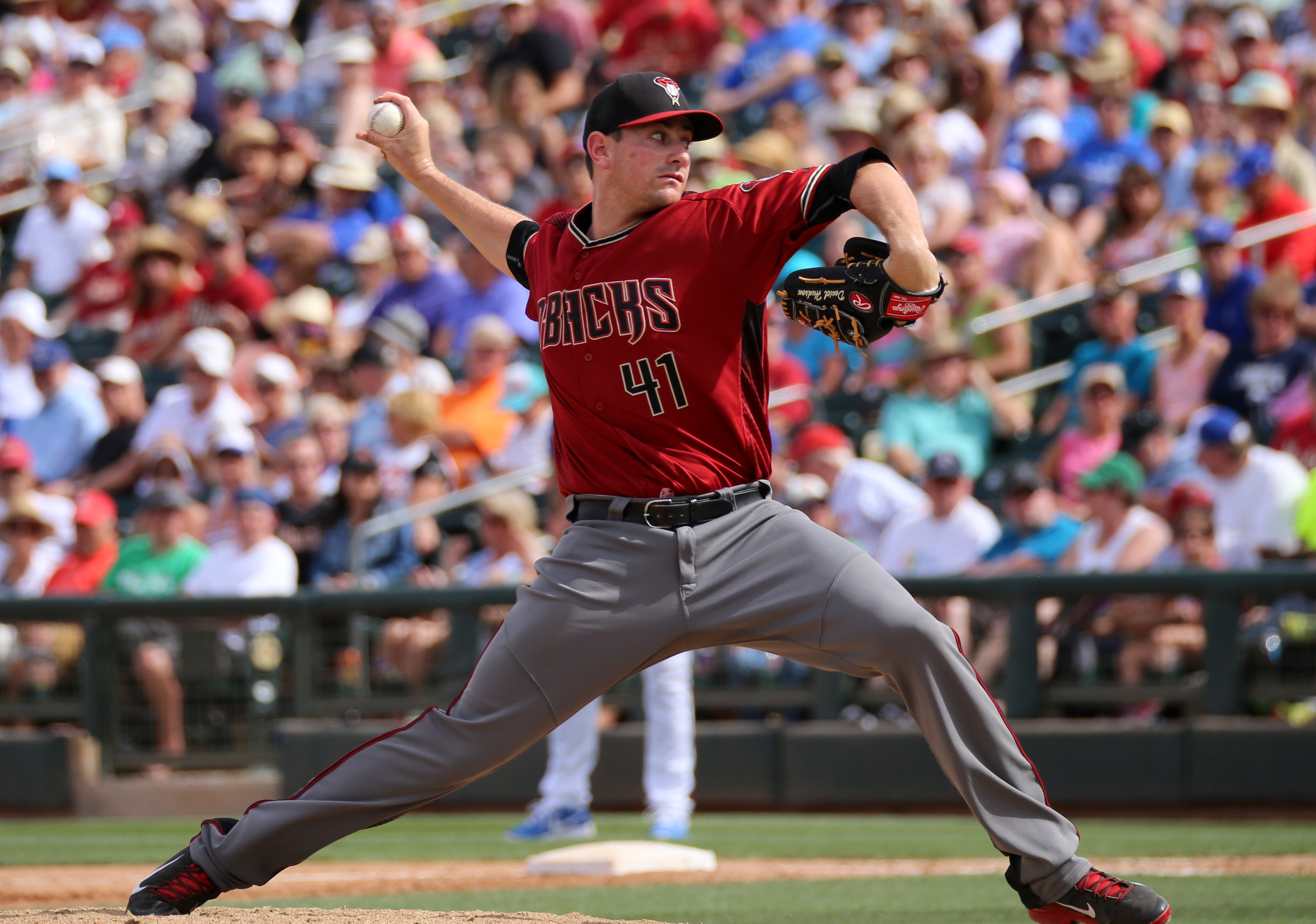
Daniel Hudson en mars 2016 au camp d'entraînement des Diamondbacks de l'Arizona.

Les blessures déraillent la carrière du lanceur en 2012, alors qu'il n'effectue que neuf départs avant de subir en juin une opération de type Tommy John au coude. Dans ces 9 départs, sa moyenne de points mérités s'élève à 7,35 en 45 manches et un tiers lancées malgré 3 victoires et 2 défaites. Il se blesse à nouveau au coude lors d'un match joué en ligue mineure en préparation d'un retour dans les majeures, et passe sous le bistouri une seconde fois en 2013, ce qui lui fait rater toute la saison. Le lanceur qui n'a pas joué depuis le 26 juin 2012 devient agent libre et signe le 13 décembre 2013 un contrat des ligues mineures avec Arizona.
Hudson fait son retour le 3 septembre 2014, 799 jours après son dernier match dans les majeures, en lançant une manche en relève face aux Padres de San Diego. Il joue pour Arizona jusqu'en 2016.

#### Pirates de Pittsburgh
Hudson rejoint en 2017 les Pirates de Pittsburgh.

## Statistiques
En saison régulière
| Statistiques de lanceur |            |   |    |    |     |    |   |   |      |    |      |
| Saison                  | Équipe     | G | GS | CG | SHO | SV | V | D | IP   | SO | ERA  |
| 2009                    | Chicago WS | 6 | 2  | 0  | 0   | 0  | 1 | 1 | 18.2 | 14 | 3,38 |
| Totaux                  | Totaux     | 6 | 2  | 0  | 0   | 0  | 1 | 1 | 18.2 | 14 | 3,38 |

Note: G = Matches joués ; GS = Matches comme lanceur partant ; CG = Matches complets ; SHO = Blanchissages ; 
V = Victoires ; D = Défaites ; SV = Sauvetages ; IP = Manches lancées ; SO = retraits sur des prises ; ERA = Moyenne de points mérités.